# Dom Juan (Jacques Lassalle)
Pour les articles homonymes, voir Don Juan (homonymie).
La pièce de Dom Juan est une comédie de Molière représentée pour la première fois en 1665. Elle est mise en scène par Jacques Lassalle au festival d'Avignon en 1993 et représentée à la Cour d'Honneur. Elle avait également été représenté le 15 juillet 1953 (quarante ans avant) par Jean Vilar dans la Cour d'Honneur.
Dom Juan est un aristocrate qui recherche les conquêtes amoureuses sans prendre garde aux souffrances qu'il peut entraîner. Il se caractérise par sa séduction, mais aussi par le libertinage, son hypocrisie, son infidélité, son inconstance entre autres.

## Metteur en scène
Jacques Lassalle est un acteur, auteur et metteur en scène né le 6 juillet 1936 à Clermont-Ferrand. Il est le fondateur et dirigeant du Studio Théâtre de Vitry de 1967 à 1983. Il fait des études de lettres et de sociologie à la Sorbonne. En 1998, il obtient le grand prix national du théâtre. Lassalle choisit Dom Juan car il est fasciné par le texte, c'est aussi l'œuvre française la plus shakespearienne du répertoire. De plus, il dit connaître parfaitement Molière. Le personnage de Don Juan fascine Lassalle qui dit[Où ?] : « Dom Juan, cet os en travers de la gorge de l'humanité ».

## Distribution et scénographie

### Acteurs
- Andrzej Seweryn : Dom Juan
- Roland Bertin : Sganarelle
- Jeanne Balibar : Elvire
- Éric Ruf : Don Carlos
- François Chaumette : Don Louis
- Gérard Giroudon : Pierrot
- Catherine Sauval : Charlotte
- Cécile Brune : Mathurine
- Francisque : Gusman
- Jean Dautremay : M.Dimanche
- Olivier Dautray : Don Alonse
- Éric Théobald : la Violette
- Enrico Horn : la statue du Commandeur

Le rôle de Dom Juan est joué par Seweryn Andrzej. Pour Lassalle, c'est un personnage qu'il voit dans l'étranger et sa séduction vient d'ailleurs. Le rôle de Sgnarelle est quant à lui joué par Roland Bertin.
« Le duo exceptionnel Andrzej Seweryn et Roland Bertin qui jouent Dom Juan et Sganarelle ».

### Scénographie
Les décors de la pièce sont réalisés par l'avignonnais André Masson et ses ouvriers.
- Costumes : Cathy Lebrun et les Ateliers de la Comédie Française
- Décors : Rudy Sabounghi
- Maquillage : Annie Marandin
- Éclairages : Franck Thevenon
- Son : Jean Lacornerie

## Critiques de presse
Lors de sa première représentation dans la cour, la pièce est interrompue à l'entracte par un horrible orage puis la pièce est reportée au lendemain et se termine en triomphe. « Intense moment de théâtre »,
Le Ciel est le plus souvent invoqué dans cette œuvre de Molière. Dom Juan est le plus grand blasphémateur dans l'histoire du théâtre. Certains se demandent si ce soir là, si le ciel avait voulu se venger.